# Gesellschaft im Herbst
Gesellschaft im Herbst ist ein Einakter in sieben Bildern von Tankred Dorst, der am 2. Juli 1960 unter der Regie von Heinz Joachim Klein im Kleinen Haus des Nationaltheaters Mannheim uraufgeführt wurde.

## Inhalt
Die verwitwete Gräfin Athalie de Villars-Brancas, Herrin auf Schloss Croix des Anges, will ihr langsam verrottendes Anwesen an Herrn Costeneau, Chef eines Reiseunternehmens, verkaufen. Da dringt Charles Toussaint, Archivar in der Handschriftenabteilung der Bibliothek Lyon, mit diversen Schriftstücken zu ihr vor. Die belegen, der Familienschatz im Wert von um die 94 Millionen Francs, in einer Truhe direkt im Schloss unter der Halle vergraben, soll die Plünderung anno 1789 überstanden haben. Die Gräfin will nicht mehr verkaufen. Nachdem der Journalist Poisinet die Neuigkeit publiziert hat, interessiert sich der junge Marcel de Rochouart nach einem Jahr Abwesenheit auf einmal wieder für seine ehemalige Braut Claire-Hélène. Die Gräfin will ihr 30-jährige Tochter endlich unter die Haube bringen.
Bald graben Arbeiter unter Führung des Bauunternehmers Paul Bigot von drei Seiten unterirdischer Gänge. Die Risse in dem baufälligen Gemäuer verbreitern sich. Claire-Hélène muss in die Halle umziehen und wohnt5 dort mit Marcel in einer Art Verschlag. Bigot hat sich neben dem Verschlag in der Halle ein Baubüro eingerichtet, obwohl er keinen Auftrag von der Gräfin hat. Schließlich erklärt sie sich aber bereit zu zahlen.  Die Herrin auf Schloss Croix des Anges will schließlich doch zahlen. Das Geld beschafft sie sich von dem Notar Testière. Der sieht sich zunächst außerstande, wird aber von dem Journalisten Poisinet übertölpelt. Auch der Journalist findet einen Arbeitsplatz in der Halle des Schlosses. 
Poisinets Nachricht von den Grabungen dringt bis nach Amerika. Der Geschäftsmann Fox, der mit der Überwachung angelegter Mündelgelder von Waisenkindern betraut ist, reist aus gÜbersee an. Er hat von der Veruntreuung dieser Anlagen durch einen gewissen Testière erfahren. Mr. Fox, in Frankreich unter dem Namen Martinez kannt, hat dem Anschein nach den Reiseunternehmer Costeneau zur Deckung der Summe Geldes überredet. Der Amerikaner besitzt alle Zeitungen, für die Poisinet schreibt.
Die Truhe wird gefunden, soll aber erst auf der Verlobungsfeier Hélènes mit Marcel aufgebrochen werden. Marcel öfnnet die Truhe aber schon vorher und findet nur Sand, Erde und zerbrochene Blumentöpfe. Der Bräutigam schleicht sich das zweite Mal davon.
Der verstorbene Ehemann der Gräfin hatte zu seinen Lebzeiten den Schatz an den Amerikaner Fox veräußert.

## Hintergrund
Gesellschaft im Herbst ist das zweite Theaterstück des Autors, das auf der Bühne aufgeführt wurde. 1957 schrieb die Stadt Mannheim einen Autorenwettbewerb aus, zu dem Dorst ein Exposé einreicht, aus dem später seine Komödie Gesellschaft im Herbst entstand. Das Stück selbst entstand als Auftragswerk des Nationaltheaters Mannheim und wurde am 2. Juli 1960 unter der Regie von Heinz Joachim Klein im Kleinen Haus des Nationaltheaters uraufgeführt.